# Metrogaleruca antonia
Metrogaleruca antonia es una especie de insecto coleóptero de la familia Chrysomelidae.
Fue descrita científicamente en 1965 por Bechyne & Bechyne.